# Hoher Peißenberg

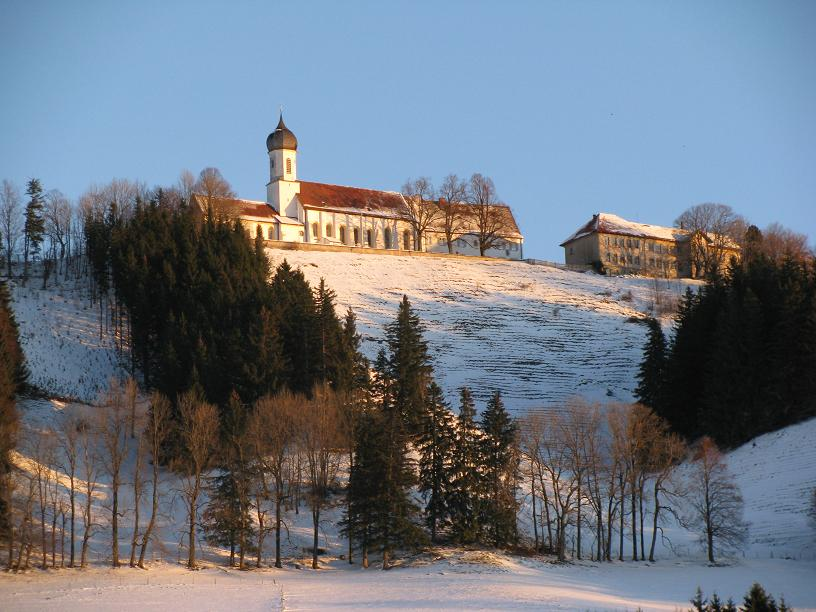
Gipfel des Hohen Peißenbergs mit Wallfahrtskirche und alter Schule

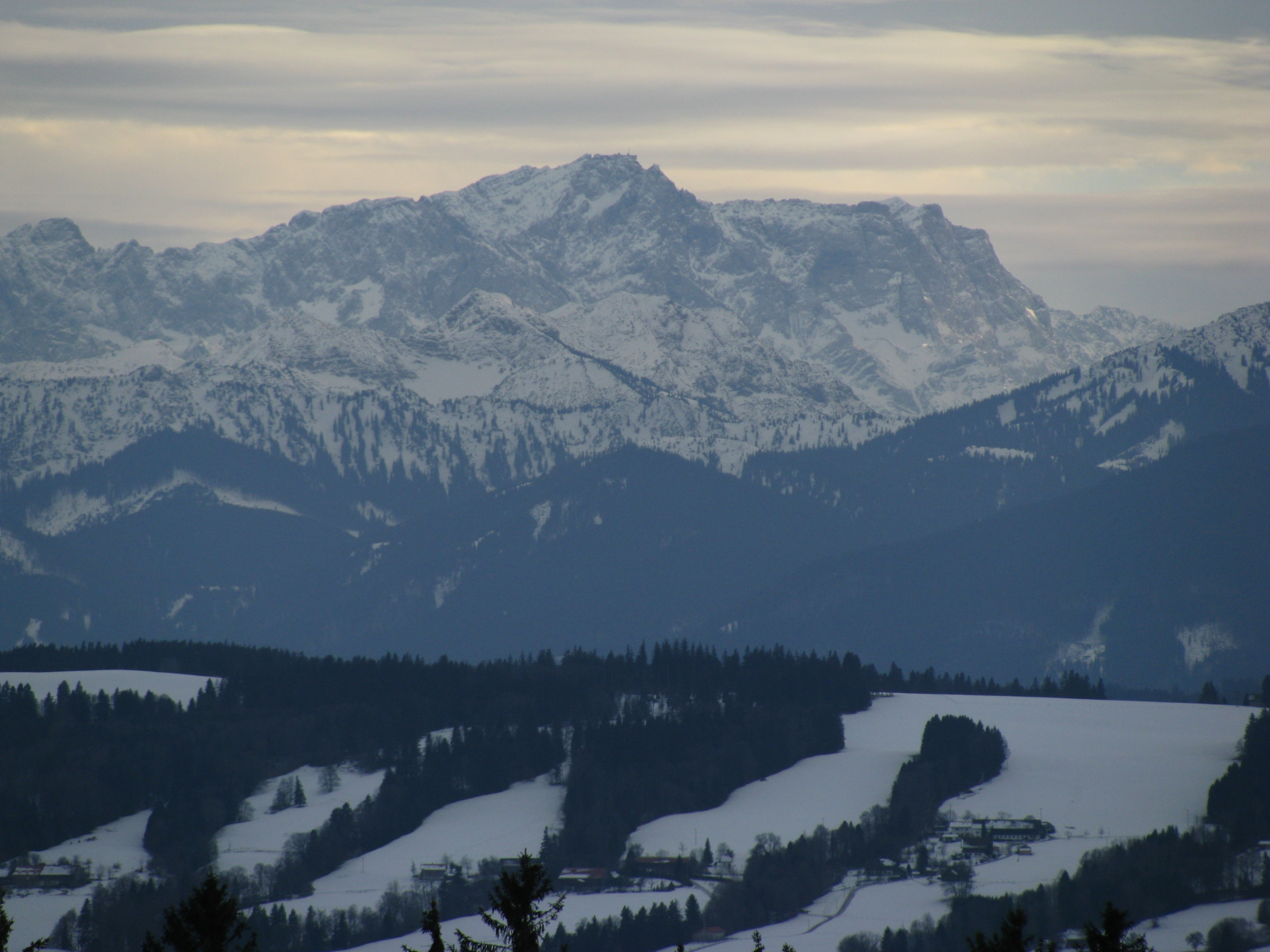
Blick zur Zugspitze

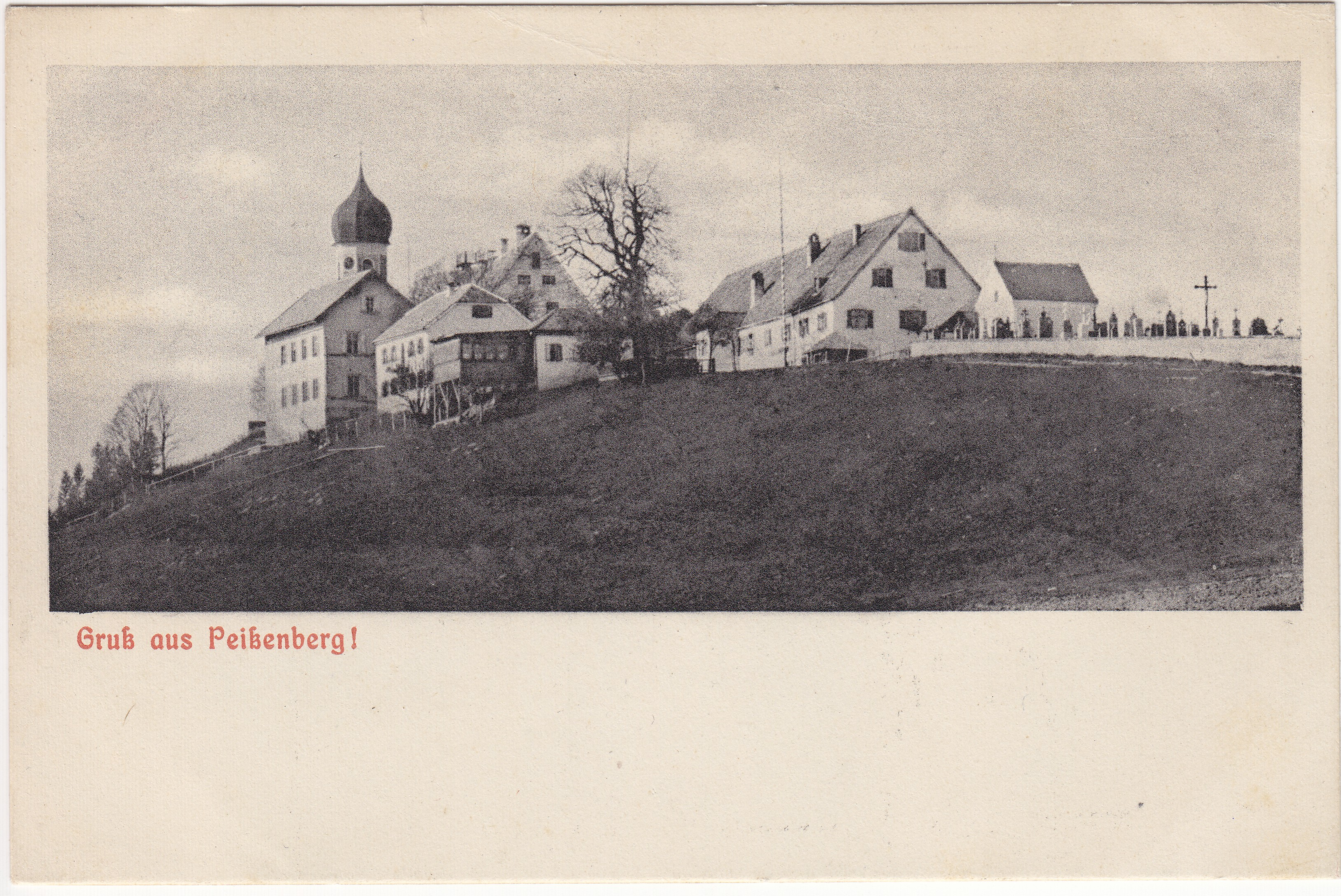
Gipfel des Hohen Peißenbergs, 1901

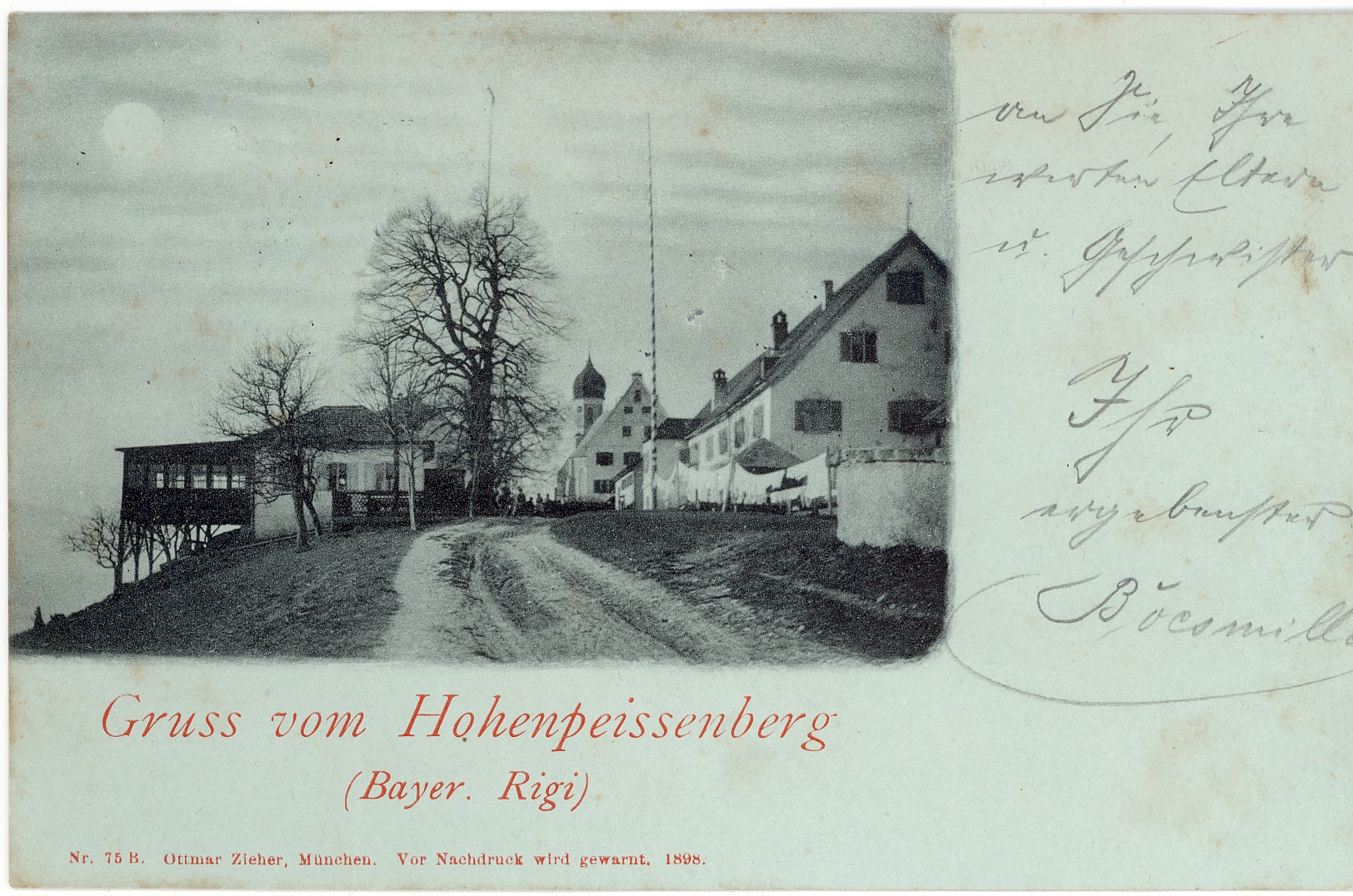
Alte Ansichtskarte vom Gipfel des Hohen Peißenbergs von 1898

Panoramakarten der Bayerischen Alpen mit Blick vom Hohen Peißenberg

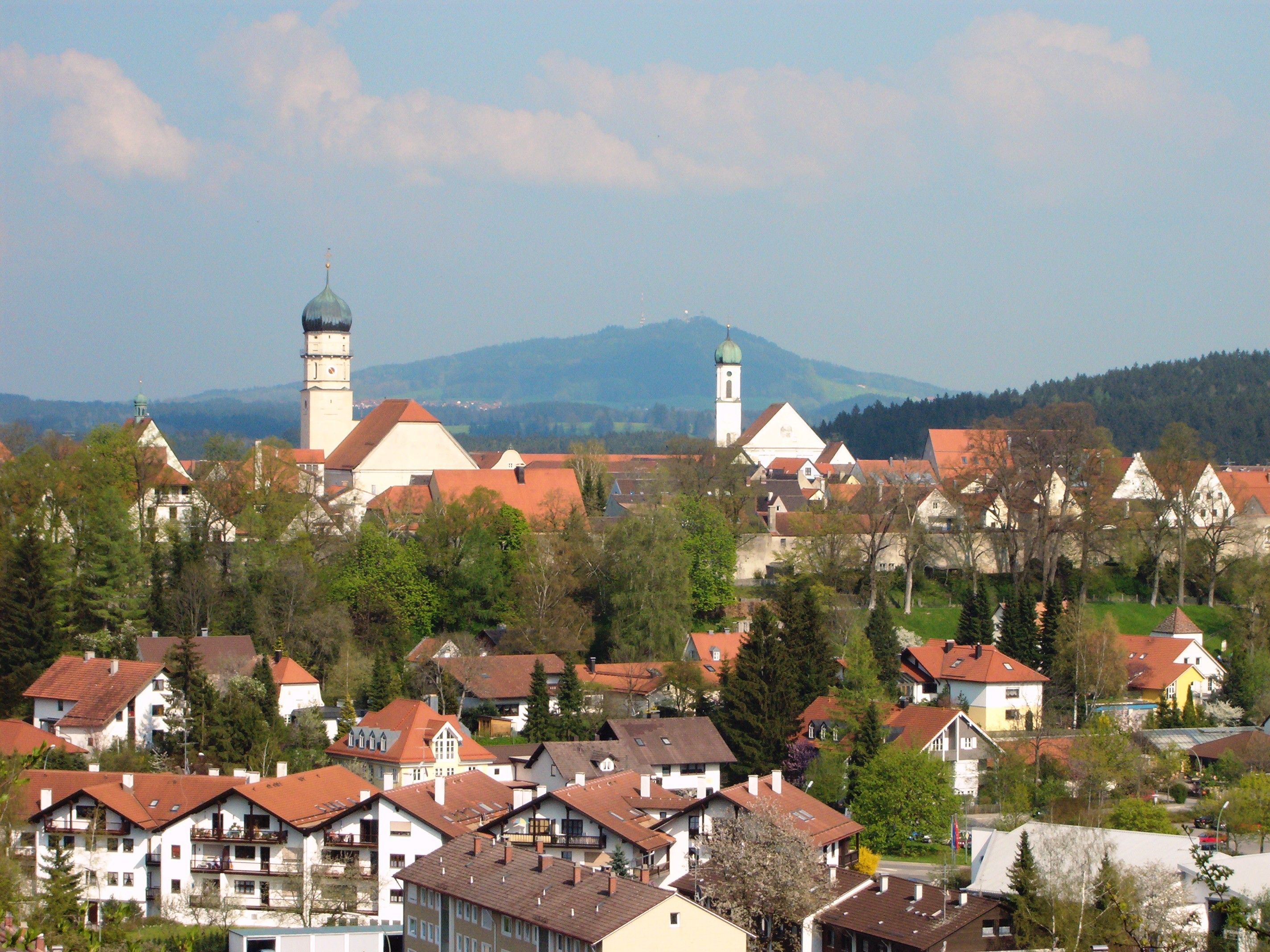
Blick von Westen über Schongau zum Hohen Peißenberg

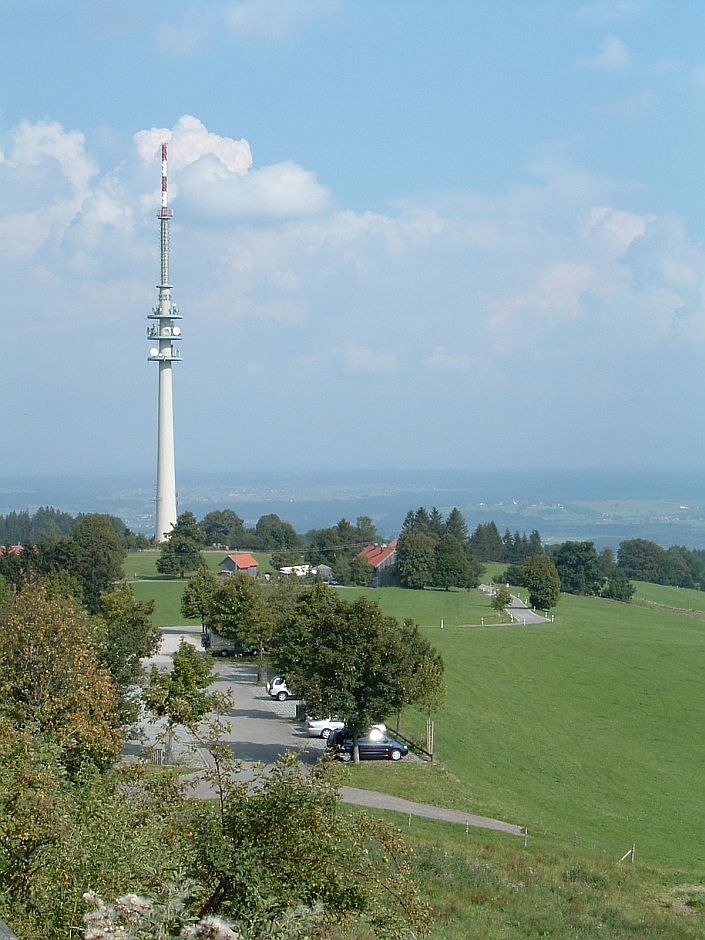
Stahlbetonturm des Senders Hohenpeißenberg

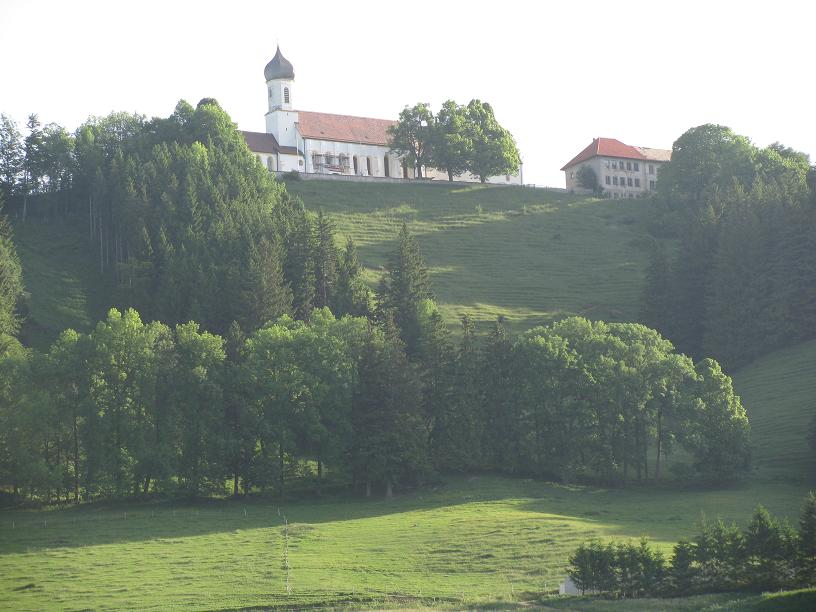
Gipfel des Hohen Peißenbergs mit Wallfahrtskirche und alter Schule

Der Hohe Peißenberg bei Hohenpeißenberg und Peißenberg im oberbayerischen Landkreis Weilheim-Schongau ist eine 988 m ü. NHN hohe Erhebung im Bayerischen Alpenvorland.
Mitunter wird er inoffiziell als Hohenpeißenberg bezeichnet oder mit seinem ursprünglichen Namen Peißenberg und in Anspielung auf die in der Schweiz gelegene Rigi auch Bayerischer Rigi genannt. Neben dem 22 km (Luftlinie) südwestlich gelegenen Auerberg (1055 m) ist der Hohe Peißenberg eine der höchsten Erhebungen im Bayerischen Alpenvorland.

## Geographie

### Lage
Der Hohe Peißenberg erhebt sich im Zentrum des Landkreises Weilheim-Schongau im Pfaffenwinkel, einer Hügellandschaft des Bayerischen Alpenvorlandes. Sein Gipfel und der Großteil seiner Hochlagen gehören zur Gemeinde Hohenpeißenberg, deren Kernort 900 m südsüdwestlich des Gipfels liegt. Teile seiner Ostausläufer zählen zur Marktgemeinde Peißenberg, deren Kernort sich 3,5 km östlich des Gipfels befindet. Nordöstlich des Bergs entspringt neben anderen Bächen der kleine Wielenbach als südöstlicher Lech-Zufluss und südlich des Bergs der Eierbach als Zufluss der Ammer, die den Berg durch die Ammerschlucht passiert. Der Berg erstreckt sich in Ost-West-Richtung und ist teilweise bewaldet.

### Naturräumliche Zuordnung
Der Hohe Peißenberg gehört in der naturräumlichen Haupteinheitengruppe Subalpines Jungmoränenland (Nr. 03), in der Haupteinheit Ammer-Loisach-Isar-Jungmoränenland (037) und in der Untereinheit Hügel- und Moorland des Ammersees (037.0) zum Naturraum Peißenbergkämme (037.09). Seine Landschaft fällt etwa Nordnordosten in den Naturraum Wessobrunner Höhen (037.04) ab und nach Nordwesten über Westen bis Süden in den Naturraum Windacher Hügel (037.03).

## Geologie
Der Hohe Peißenberg ist das Ergebnis von Schuttströmen der oberen Süßwassermolasse, die vor etwa 10 bis 15 Millionen Jahren – als die Alpen aufstiegen – aus Süden kamen. Diese groben Schuttkegel bilden heute charakteristische Berge (u. a. Tischberg, Irschenberg, Taubenberg) vor den Ausgängen der ehemaligen tertiären Alpenflüsse. Durch das Eis wurden sie später als Härtlinge gegenüber ihrer weicheren Umgebung aus Feinsand herauspräpariert und haben wie Eisbrecher (Nunatak) den Eisstrom in einzelne Gletscherzungen (Loben) geteilt (z. B. Tischberg).

## Geschichte
Auf den Hängen des Hohen Peißenbergs standen einst zwei Burgen: Burg Peißenberg (mit Burgkapelle St. Georg) und Burg Schlag (später Stelle der abgegangenen Kapelle St. Jais). Sie wurden von Gefolgsleuten der Peitinger Welfen, den Herren von Ravensburg im 11. und 12. Jahrhundert errichtet und gingen im 13. Jahrhundert an die Grafen von Seefeld über.
Zwischen 1884 und 1892 gab es drei verschiedene Projekte, zum Bau einer von Bad Sulz auf den Berg führenden Zahnradbahn. Bei Bad Sulz war damals am Bahnhof Peißenberg das Ende des Bahnanschlusses. Bei einem dieser Projekte sollte ein Hotel nahe dem Gipfel errichtet werden. Von 1933 bis 1935 wurde die Straße der Bergsüdseite gebaut. Das heutige Erscheinungsbild bekam die Straße durch den Ausbau von 1961/62, seitdem ist die Straße asphaltiert. Zuvor gab es unter anderem eine schmale Straße über den Frauenwald, auf der Nordseite hinauf zum Berg.
Außer dem Fernsehturm und dem Sendemast als dessen Vorgänger gab es ab Anfang der 1950er Jahre eine Sende- und Empfangsstation der US Army unterhalb des Friedhofs. Der Gittermast wurde 1995 abgebrochen und das kleine Gelände ist an die Bundeswehr übergegangen.
Mehr zur Geschichte unter: Hohenpeißenberg (Geschichte).

## Bebauung und Einrichtungen
Auf dem Hohen Peißenberg befinden sich unter anderem eine Wallfahrtskirche mit Museum, ein meteorologisches Observatorium, eine Rundfunksendeanlage und ein Gasthof:

### Wallfahrtskirche
Auf dem Berg steht die Wallfahrtskirche Mariä Himmelfahrt. Der erste Bauabschnitt der späteren Doppelkirche ist die Kapelle aus dem Jahr 1514. Anfang des 17. Jahrhunderts wurde eine größere Kirche mit Priesterwohnhaus angebaut. Die Wallfahrt hat eine jahrhundertelange Tradition. Jedes Jahr findet im Sommer eine Trachtenwallfahrt statt. 1990 wurde im Oratorium über der Sakristei der Kirche das Museum Schatzkammer eröffnet, das nach telefonischer Voranmeldung besichtigt werden kann.

### Meteorologisches Observatorium Hohenpeißenberg
Auf dem Berg gibt es auch das Meteorologische Observatorium Hohenpeißenberg, in dem Wetterbeobachtungen durchgeführt werden und auch geforscht wird. Dies hat seinen Ursprung im 18. Jahrhundert. Seit dem 1. Januar 1781 wird dort regelmäßig und praktisch durchgehend das Wetter beobachtet und Messwerte festgehalten. Die Wetterstation gilt als die älteste Bergwetterstation der Welt.

### Sender Hohenpeißenberg
Außerdem befindet sich auf dem Berg, etwas unterhalb seines Gipfels beim Hohenpeißenberger Weiler Pröbstlsberg, der Sender Hohenpeißenberg – ein Rundfunksender. Sein 1978 errichteter Stahlbetonturm ist 158,76 m hoch.

## Panorama
Der inselartige Hohe Peißenberg bietet bei klaren Sichtverhältnissen gegen Süden einen Blick auf die etwa 200 km breit sichtbare Alpenkette, vom Grünten im Westen, über das Wettersteingebirge mit der Zugspitze im Süden, bis hin zu den Chiemgauer Alpen im Osten. Er ist vor allem wegen seines Alpenblicks beliebtes Ausflugsziel und kann von etwa 400 Orten (Städte, Dörfer, Weiler, Ortsteile) aus gesehen werden. Der Blick nach Norden erstreckt sich über eine Ebene. Es können drei große Seen der Umgebung ausgemacht werden, am deutlichsten der nordnordöstlich gelegene Ammersee, im Ostnordosten ist ein kleineres Stück vom Starnberger See sichtbar und südöstlich ist mit etwas Mühe der Staffelsee erkennbar.

## Sonstiges
An den Hängen des Berges verlaufen mehrere Wanderwege. Der Spitzweg-Rundweg ist nach dem Maler benannt, der König-Ludwig-Weg führt über den Berg, ebenso wie der Münchner Jakobsweg, und es gibt den Stollenweg, der zu verschiedenen Stätten des ehemaligen Bergwerkes Peißenberg führt.
Unter dem Berg befinden sich Pechkohle-Vorräte; vom 19. Jahrhundert bis 1971 wurde sie in Hohenpeißenberg, Peißenberg und Peiting systematisch abgebaut. Heute können wieder einige alte Stollen zu bestimmten Terminen besichtigt werden und in Peißenberg gibt es ein Bergbaumuseum.
Bis etwa in die 1980er Jahre war es erlaubt, vom Berg mit Hängegleiter (Drachen) herunterzufliegen, was heute aus Sicherheitsgründen verboten ist. Der Überflug über das bebaute Ortsgebiet von Hohenpeißenberg war zu gefährlich. Der Startpunkt war dabei an der Kirchenmauer auf der Südseite des Berges. Außerdem gab es einen Skilift auf dem Berg.

## Geotop
Der Stollen der Pechkohlenflöze ist vom Bayerischen Landesamt für Umwelt als geringwertiges Geotop (Geotop-Nummer: 190G001) und vom Bayerischen Landesamt für Denkmalpflege als Baudenkmal (D-1-90-130-10) ausgewiesen.